# Vuelta a España 1973
La Vuelta a España 1973, ventottesima edizione della corsa spagnola, si svolse in diciassette tappe più il prologo, dal 26 aprile al 13 maggio 1973, per un percorso totale di 3 061,8 km. Fu vinta dal belga Eddy Merckx che terminò la gara in 84h40'50" alla media di 36,098 km/h davanti allo spagnolo Luis Ocaña e al francese Bernard Thévenet.
Alla partenza avvenuta a Calp presero il via 80 ciclisti divisi in 8 squadre, mentre all'arrivo a San Sebastián giunsero 62 ciclisti. Eddy Merckx oltre alla classifica generale si aggiudicò anche la classifica a punti, la classifica combinata, la classifica degli sprint intermedi e il maggior numero di frazioni con sei successi.

## Tappe
| Tappa  | Data      | Percorso                                      | km      | Vincitore di tappa      | Leader cl. generale |
| ------ | --------- | --------------------------------------------- | ------- | ----------------------- | ------------------- |
| prol.  | 26 aprile | Calp > Calp (cron. individuale)               | 5       | Eddy Merckx             | Eddy Merckx         |
| 1ª     | 27 aprile | Calp > Murcia                                 | 187     | Pieter Nassen           | Eddy Merckx         |
| 2ª     | 28 aprile | Murcia > Albacete                             | 156     | Gerben Karstens         | Gerben Karstens     |
| 3ª     | 29 aprile | Albacete > Alcázar de San Juan                | 146     | Pieter Nassen           | Gerben Karstens     |
| 4ª     | 30 aprile | Alcázar de San Juan > Cuenca                  | 169     | Joseph Deschoenmaecker  | José Pesarrodona    |
| 5ª     | 1º maggio | Cuenca > Teruel                               | 191     | Gerben Karstens         | José Pesarrodona    |
| 6ª-1ª  | 2 maggio  | Teruel > La Pobla de Farnals                  | 150     | Roger Swerts            | José Pesarrodona    |
| 6ª-2ª  | 2 maggio  | La Pobla de Farnals (cron. a squadre)         | 5       | Molteni                 | José Pesarrodona    |
| 7ª     | 3 maggio  | La Pobla de Farnals > Castellón de la Plana   | 165     | Gerben Karstens         | José Pesarrodona    |
| 8ª     | 4 maggio  | Castellón de la Plana > Calafell              | 245     | Eddy Merckx             | José Pesarrodona    |
| 9ª-1ª  | 5 maggio  | Calafell > Barcellona                         | 80      | Juan Manuel Santisteban | José Pesarrodona    |
| 9ª-2ª  | 5 maggio  | Barcellona > Barcellona (cron. individuale)   | 37,9    | Jacques Esclassan       | José Pesarrodona    |
| 10ª    | 6 maggio  | Barcellona > Empuriabrava                     | 171     | Eddy Merckx             | José Pesarrodona    |
| 11ª    | 7 maggio  | Empuriabrava > Manresa                        | 225     | Bernard Thévenet        | Eddy Merckx         |
| 12ª    | 8 maggio  | Manresa > Saragozza                           | 259     | Gerben Karstens         | Eddy Merckx         |
| 13ª    | 9 maggio  | Mallén > Irache                               | 175     | Domingo Perurena        | Eddy Merckx         |
| 14ª    | 10 maggio | Irache > Bilbao                               | 182     | Juan Zurano             | Eddy Merckx         |
| 15ª-1ª | 11 maggio | Bilbao > Torrelavega                          | 154     | Eddy Peelman            | Eddy Merckx         |
| 15ª-2ª | 11 maggio | Torrelavega > Torrelavega (cron. individuale) | 17,4    | Eddy Merckx             | Eddy Merckx         |
| 16ª    | 12 maggio | Torrelavega > Miranda de Ebro                 | 203     | Eddy Merckx             | Eddy Merckx         |
| 17ª-1ª | 13 maggio | Miranda de Ebro > Tortosa                     | 127     | Eddy Peelman            | Eddy Merckx         |
| 17ª-2ª | 13 maggio | Hernani > San Sebastián (cron. individuale)   | 10,5    | Eddy Merckx             | Eddy Merckx         |
| Totale | Totale    | Totale                                        | 3 061,8 |                         |                     |

## Classifiche finali

### Classifica generale - Maglia gialla
| Pos. | Corridore         | Squadra   | Tempo     |
| ---- | ----------------- | --------- | --------- |
| 1    | Eddy Merckx       | Molteni   | 84h40'50" |
| 2    | Luis Ocaña        | Bic       | a 3'46"   |
| 3    | Bernard Thévenet  | Peugeot   | a 4'16"   |
| 4    | José Pesarrodona  | KAS       | a 5'54"   |
| 5    | Pedro Torres      | La Casera | a 7'29"   |
| 6    | Joaquim Agostinho | Bic       | a 8'15"   |
| 7    | Agustín Tamames   | La Casera | a 9'15"   |
| 8    | Luis Balagué      | La Casera | a 12'26"  |
| 9    | Roger Swerts      | Molteni   | a 13'27"  |
| 10   | Jesús Manzaneque  | La Casera | a 15'01"  |

### Classifica a punti - Maglia azzurra
| Pos. | Corridore     | Squadra | Punti |
| ---- | ------------- | ------- | ----- |
| 1    | Eddy Merckx   | Molteni | 215   |
| 2    | Roger Swerts  | Molteni | 162   |
| 3    | Pieter Nassen | Rokado  | 154   |

### Classifica scalatori - Maglia verde
| Pos. | Corridore           | Squadra   | Punti |
| ---- | ------------------- | --------- | ----- |
| 1    | José Luis Abilleira | La Casera | 97    |
| 2    | Eddy Merckx         | Molteni   | 83    |
| 3    | Luis Balagué        | La Casera | 60    |

### Classifica degli sprint intermedi - Maglia rossa
| Pos. | Corridore   | Squadra | Punti |
| ---- | ----------- | ------- | ----- |
| 1    | Eddy Merckx | Molteni | 26    |

### Classifica combinata - Maglia bianca
| Pos. | Corridore   | Squadra | Punti |
| ---- | ----------- | ------- | ----- |
| 1    | Eddy Merckx | Molteni | -     |

### Classifica a squadre
| Pos. | Squadra   | Tempo      |
| ---- | --------- | ---------- |
| 1    | La Casera | 254h01'59" |